# البطولات الفرنسية 1955 (كرة مضرب)
قائمة البطولات الفرنسية لعام 1955 (المعروفة الآن باسم دورة رولان غاروس) :

## الكبار

### فردي رجال
توني ترابرت هزم  سفين دافيدسون, النتيجة:2-6 6-1 6-4 6-2

### فردي سيدات
أنجيلا مورتايمر هزمت  دوروثي نود, النتيجة:2-6 7-5 10-8